# Live at Wembley Arena
A Live at Wembley Arena című album a svéd ABBA együttes 2014. szeptember 29-én megjelent koncert albuma, mely 2 CD-n, 3 LP-n, és digitális formátumban érhető el.
A lemezeken található anyagot Ludvig Andersson készítette elő, és az együttes 1979. november 10-én a londoni Wembley Arénában (most SSE Arena) teljes koncertanyagát foglalja magában.
A kiadványon 9 év legjobb ABBA dalai csendülnek fel, mely tartalmaz egy korábban nem publikált felvételt is, az "I'm Still Alive" címűt, melyet Agnetha Fältskog és Björn Ulvaeus írtak.

## Áttekintés
Az ABBA az észak-amerikai és európai turné részeként lépett fel a londoni Wembley Arénában 1979. november 5. és 10. között. A csúcspontja a turnénak 179.353 rajongó volt, melyről a csoport tagjai is egybehangzóan nyilatkoztak, hogy ez volt a turné csúcspontja a fellépés alatt. A közönség sorai között a The Clash, Joe Strummer és Ian Dury is tiszteletüket tették.
A Wembley koncerten forgatott részleteket a következő évben mutatták be a televízióban ABBA in Concert címmel. A "The Way Old Friends Do" című dalt melyet ráadásként adtak elő a koncerten, az 1980-as Super Trouper című stúdióalbum záró dalaként jelentették meg. A Wembley dalai 1986-ban megjelentek az ABBA Live albumon is, és a BBC is összeállított egy órás műsort a koncertekből, és 1979 karácsonyán megjelentette. Ennek részeként nem hivatalos kiadásként az "ABBA – Live In London' címmel lehetett hozzájutni az anyaghoz.
Benny Andersson az Ice the Site weboldalnak nyilatkozta, hogy a zenekar 40. évfordulója alkalmából 2014-ben egy élő albumot fognak kiadni.
Andersson részletesen elmondta, hogy fia Ludvig órákon keresztül kereste a megfelelő anyagot a megjelenéshez, majd úgy döntött, hogy az 1979. november 10-i koncert a legmegfelelőbb a kiadásra. Ezt a többi ABBA tag is jóváhagyta, melyet a tagok a stúdióban meg is hallgattak.
2014. június 9-én az ABBA hivatalos Facebook és Instagram oldalán megerősítették a lemez kiadását, majd másnap ismertették a dallistát.
Az album figyelmen kívül hagyja a "Not Bad At All" című dalt, melyen a svéd pop-énekes, Tomas Ledin háttérénekesként közreműködik.

## Az album dalai
Disc 1 
1. "Gammal fäbodpsalm"	1:43
2. "Voulez-Vous"	 	4:11
3. "If It Wasn't for the Nights"	 	5:18
4. "As Good as New"	 	3:26
5. "Knowing Me, Knowing You"	4:30
6. "Rock Me"	 	3:34
7. "Chiquitita"	 	5:34
8. "Money, Money, Money"	 	3:57
9. "I Have a Dream"	 	6:51
10. "Gimme! Gimme! Gimme! (A Man After Midnight)"	 	5:34
11. "SOS"	3:30
12. "Fernando" 4:13

Disc 2 
1. "The Name of the Game"	3:09
2. "Eagle"	 	6:10
3. "Thank You For The Music"	 	3:52
4. "Why Did It Have to Be Me?"	 	4:32
5. "Intermezzo No. 1"	 	4:06
6. "I'm Still Alive"	4:29
7. "Summer Night City"	 	5:28
8. "Take a Chance on Me"	 	4:25
9. "Does Your Mother Know"	 	3:58
10. "Hole in Your Soul"	 	4:39
11. "The Way Old Friends Do"	 	3:05
12. "Dancing Queen"	5:52
13. "Waterloo"	3:51

## Slágerlista
| Slágerlista (2014)                            | Legjobb helyezések |
| --------------------------------------------- | ------------------ |
| Ausztria (Ö3 Austria Top 40)                  | 9                  |
| Belgium (Ultratop Flandria)                   | 16                 |
| Belgium (Ultratop Vallónia)                   | 28                 |
| Dánia (Hitlisten Album Top 40)                | 16                 |
| Hollandia (Dutch Charts Album Top 100)        | 12                 |
| Finnország (Musiikkituottajat Albumit Top 50) | 50                 |
| Franciaország (SNEP Album Top 100)            | 87                 |
| Németország (Media Control Top 100 Album)     | 9                  |
| Svédország (Sverigetopplistan Top 60 Albums)  | 15                 |
| Svájc (Schweizer Hitparade Top 100 Albums)    | 10                 |

## Minősítések
| Ország           | Minősítés | Eladások |
| ---------------- | --------- | -------- |
| Svédország (GLF) | Platina   | 40.000   |